# Bryophila ereptricula
Bryophila ereptricula, auch Weißbraune Flechteneule oder Felswald-Lappenflechteneulchen genannt, ist ein Schmetterling (Nachtfalter) aus der Familie der Eulenfalter (Noctuidae). Die Art ist auch unter dem Synonym Cryphia ereptricula bekannt. Sie wurde zuweilen als Felswald-Flechteneule, Braungraue Algeneule, Grauflügelwurzel-Flechteneule oder Lappenflechteneule bezeichnet. Alle diese Namen haben sich aber nicht durchgesetzt. Der früher in der Literatur zu findende Name Bryophila ereptripula beruhte offensichtlich auf einem Schreibfehler.

## Merkmale

### Falter
Die Falter erreichen eine Flügelspannweite von 23 bis 28 Millimetern. Ihre Vorderflügel sind schmal und größtenteils dunkel graubraun gefärbt. Auffällig sind das weißliche Wurzelfeld und ein ebenso gefärbtes Feld nahe am Innenwinkel. Diese Bereiche schimmern gelegentlich auch leicht gelblich oder grünlich. Das Mittelfeld hat zuweilen eine schwach rötliche Tönung. Linien und Makel sind meist verschwommen und undeutlich. Die zeichnungslosen Hinterflügel haben eine graubraune Farbe und sind mit gelblichweißen Fransen begrenzt.

### Raupe
Erwachsene Raupen sind graublau gefärbt. Arttypisch sind die aus orangegelben Flecken gebildeten Seitenlinien. Sie zeigen außerdem große, schwarze Punktwarzen.

### Puppe
Die  hellbraune Puppe hat eine gedrungene Form. Am Kremaster befinden sich vier schwach gekrümmte Borsten, von denen die mittleren etwas länger sind.

### Ähnliche Arten
Im Vergleich zur ähnlichen Dunkelgrünen Flechteneule (Cryphia algae) überwiegen bei dieser - insbesondere bei frisch geschlüpften Exemplaren - kräftige grüne Farben im Basalfeld. Ebenso sind nahe an der Vorderflügelspitze sowie am Innenwinkel grünliche Bereiche zu erkennen. Die Falter sind außerdem etwas kleiner als diejenigen von ereptricula. Bei abgeflogenen Exemplaren besteht auch Verwechslungsgefahr zur Bräunlichen Flechteneule (Bryophila ravula), zu Bryophila vandalusiae, Bryophila rectilinea oder Bryophila tephrocharis. Eine zuverlässige Zuordnung kann in diesen Fällen durch eine genitalmorphologische Untersuchung erfolgen.

## Lebensraum
Bezüglich der Gesamtverbreitung von Bryophila ereptricula sollten neue Erkenntnisse abgewartet werden, da sie häufig - obwohl als eigene Art beschrieben - bis ins 20. Jahrhundert hinein für eine Form von Bryophila ravula gehalten wurde. Dadurch beziehen sich viele ältere Angaben in Wahrheit auf ravula. Weitere Unsicherheiten traten durch Fehlbestimmungen mit abgeflogenen oder verblassten Faltern von algae auf. Bryophila ereptricula ist bevorzugt an alten Mauern und Brücken sowie in felsigen Gebieten anzutreffen.

## Lebensweise
Die Falter sind nachtaktiv, fliegen von Juli bis August und leben sehr unauffällig. Sie sitzen tagsüber gern an mit Flechten bewachsenen Felsen oder Mauern und besuchen nachts künstliche Lichtquellen. Die Raupen ernähren sich von Flechten und Algen. Tagsüber ruhen sie für gewöhnlich in einem Gehäuse, das in Mauerritzen angelegt wird. Sie überwintern und verpuppen sich im Mai des folgenden Jahres.

## Gefährdung
In Deutschland kommt Bryophila ereptricula nur in wenigen Bundesländern vereinzelt vor und wird auf der Roten Liste gefährdeter Arten in Kategorie 2 (stark gefährdet), gebietsweise sogar als „vom Aussterben bedroht“ eingestuft.